# Wereszcze Duże
Wereszcze Duże (dawn. Wereszce Duże) – wieś w Polsce położona w województwie lubelskim, w powiecie chełmskim, w gminie Rejowiec.
W latach 1975–1998 miejscowość administracyjnie należała do województwa chełmskiego. Od 1 stycznia 2006 wchodzi w skład powiatu chełmskiego (przedtem krasnostawskiego). 
Wieś stanowi sołectwo gminy Rejowiec. Według Narodowego Spisu Powszechnego (III 2011 r.) liczyła 387 mieszkańców i była piątą co do wielkości miejscowością gminy Rejowiec.
Wierni Kościoła rzymskokatolickiego należą do parafii Chrystusa Pana Zbawiciela w Podgórzu.

## Historia
Według Słownika geograficznego Królestwa Polskiego z roku 1887 Wereszcze Wielkie i Wereszcze Małe (niekiedy używano także nazwy Werśce), dwie wsie w powiecie chełmskim, gminie Rejowiec, parafii greckokatolickiej w Spasie i Pawłowie rzymskokatolickiej w Chełmie. Wsie te leżą przy linii drogi żelaznej nadwiślańskiej o 10 wiorst od Rejowca w kierunku Chełma. Wereszcze Wielkie mają 836 mórg Wereszcze małe 132 mórg. Jest tu szkoła początkowa. W 1827 r. Wereszcze Wielkie miały 39 domów zamieszkałych przez 219 mieszkańców a Wereszcze Małe 11 domów i 48 mieszkańców. Suplement słownika z roku 1902 podaje że w roku 1565 Wereszcze stanowiły wieś w starostwie chełmskim mając 12 dworzyszcz osadzonych na prawie wołoskim. Siedzący tu wołochowie płacili tylko czynsz od bydła jakie chowali. Kniaź z kilku barci dawał miodu półtorej rączki. Powinnością osadników było jechać z listy, woły gnać i po złodzieja jechać. Dochodu było ze wsi 7 zł i 281/2 grosza.